# Нова хвиля британського хеві-металу
Нова хвиля британського важкого металу (англ. New Wave Of British Heavy Metal, NWOBHM) — хвиля розвитку музики стилю важкий метал, яка почалася в кінці 1970-х в Британії. Це словосполучення насамперед позначає саме явище на музичній сцені, що виникло в певний час і в певному місці і в меншій мірі якийсь особливо специфічний стиль музики. Назва явищу було дано кореспондентом журналу Sounds Джеффом Бартоном в 1979 році. Термін був придуманий для того, щоб відрізняти «старий» хеві-метал від виниклого пізніше. В цілому, терміном позначається самодіяльне поява повсюдно в Британії цілого ряду молодих рок-груп, які виконували «важку» музику.

## Історія
В середині 70-х років XX століття популярність «важкого» року в усьому світі — а в той час «важкої» музикою вважався, за сучасними оцінками, хард-рок — значно знизилася. Групи, які славилися в кінці 60-х — початку 70-х років, законодавці мод у світовому важкому рок, в основному вступили в період стагнації. Deep Purple роздирали внутрішні конфлікти і зміни складу, в Black Sabbath також намічався конфлікт серед учасників, Uriah Heep переживали спад через відхід вокаліста Девіда Байрона і виснаження сил у головного композитора — Кена Хенслі. Led Zeppelin не могли заповнити склався певний вакуум, а в 1977 році припинили на час активну діяльність.
Вакуум заповнив панк-рок, який був багато в чому протилежністю існуючого тоді важкого року. Високопрофесійної музиці, заснованої на блюзової імпровізації, були протиставлені примітивність, навмисно брудний звук і епатажну поведінку. «Вивчи два акорду і дій суспільству на нерви», — така аксіома панк-року була озвучена Сідом Вішесом. Якщо в США панк-рок так і залишався явищем андерграунду — музичний ринок США в порівнянні з Великою Британією був набагато різноманітніше, в тому числі, розвивалися і знаходили своїх шанувальників і порівняно важкі групи і виконавці, такі як Kiss, Еліс Купер, Rainbow- то у Великій Британії панк-рок, та й взагалі рух панків, розглядалися як явна загроза істеблішменту. Однак панк-рок зіграв велику роль в явищі, надавши вплив не тільки на музику, а й на сам факт виникнення нової хвилі хеві-метал. Справа в тому, що явище панк-року і його успіх показали, що музика не є заняттям якийсь обраної касти, а доступна кожному, чим не забарилися скористатися шанувальники важкої музики.
У 1977-1978 роках у Великій Британії важка музика почала відроджуватися і пробивати собі шлях на велику сцену. Власне, на той момент в Британії вже існували принаймні, дві відомі групи, стиль яких вже нагадував стиль нової хвилі британського хеві-метал: Budgie і Judas Priest. Музику цих груп можна вважати предтечею нової хвилі. У цей же самий час повсюдно в Британії молоді люди почали створювати свої колективи, які орієнтуються на виконання важкої музики. Більшість з них були локальними і так і залишилися в невідомості; деякі з часом стали світовими знаменитостями. Майбутні відомі представники британського важкого року з працею, на своєму ентузіазмі і за рахунок власних коштів, виступаючи в невеликих клубах, пробивали собі дорогу. Засилля панка було досить значним: у 1977 році молодим Iron Maiden вже пропонувався контракт, але з тією умовою, що музиканти пострижуть своє довге волосся і змінять імідж, щоб виглядати «по-панківськи», на що Стів Харріс, ідейний лідер колективу, відповів відмовою.
Тими чи іншими шляхами до 1979 року такі групи як Iron Maiden, Saxon, Diamond Head почали набувати невелику, але стійку популярність. Осередком нової хвилі металу в Британії став клуб The Soundhouse на північному заході Лондона, який надавав можливість виступу молодим командам. Популярність важкої музики росла, і зрештою звукозаписні компанії вже не могли її ігнорувати.
Розквіт нової хвилі британського хеві-метал припав на 1980-1982 роки. Поряд з вищеназваними групами в Британії стали досить популярними і випускали альбоми такі групи, як Def Leppard, Tygers of Pan Tang, Blitzkrieg, Girlschool, Samson, Raven.
У 1982-1983 роках пік популярності поступово почав сходити нанівець. Власне, стиль провідних представників стилю змін в першій половині 80-х не зазнавав; проходила популярність самого культурного явища. Крім того, з одного боку почали зароджуватися нові, більш важкі стилі, такі як треш-метал, який привернув до себе чимало шанувальників, що прагнули більшої ваги і швидкості, з іншого боку, багато груп, навпаки, почали орієнтуватися на американський ринок, відповідно, пом'якшивши звук і тексти. На думку авторів журналу «Траххх», що випускався на початку 90-х років в Росії, крапку в епосі хеві-метал нової хвилі поставив альбом Judas Priest 1984 року Defenders of the Faith. Альбом авторами оцінювався наступним чином: «Ще ніколи не було так, що цілий жанр ішов зі сцени з гордо піднятою головою». Цю оцінку можна вважати досить зваженою: до середини 80-х років центр важкої сцени перемістився з Британії в Лос-Анджелес і прийшли нові герої: Van Halen, Mötley Crüe і пізніше Guns N 'Roses. Відповідно, і практично всі, навіть найяскравіші, представники британської нової хвилі в другій половині 80-х були змушені пом'якшувати звук, в тому числі, використовуючи синтезатори. Прикладами тому є альбоми Somewhere in Time Iron Maiden, Turbo Judas Priest, Hysteria Def Leppard і багато інших. Навіть повернулися «динозаври» важкої сцени не уникли цього: альбоми Deep Purple і Black Sabbath другої половини 80-х помітно «легше» і комерціалізувати.

## Особливості стилю
Нова хвиля британського хеві-метал — це більшою мірою явище, ніж стиль. Проте, можна говорити і про певні стилістичні особливості музики, текстів і іміджу представників цього явища.
Коріння стилю слід шукати в хард-року кінця 60-х — початку 70-х років, який вже взяв на озброєння щільний насичений звук ритм-секції у вигляді поєднаних між собою барабанів і бас-гітари, побудова пісні навколо гітарного рифа, що звучить як правило, з використанням жорстких гітарних ефектів (овердрайв, дисторшн і т. п.) і емоційного високого голосу співака. Приблизно тоді ж остаточно закріпився і типовий склад групи, у вигляді вокаліста, гітариста, бас-гітариста, клавішника і барабанщика. Власне стиль груп британської Нової хвилі був з одного боку, спрощений якісно хард-рок, але з посиленням кількісних характеристик у вигляді більш швидкісного, важкого і жорсткого виконання. Така музика включала в себе зокрема ще більш екзальтовану манеру співу з найчастіше навмисним перекручуванням голосу, активне використання гітарних ефектів, розширилася барабанну установку, і як наслідок посилилася ритм-секцію.
Кількісні зміни в музиці не могли не вплинути на якісні зміни. По-перше, виконавці відмовилися від гармонійної схеми блюзу, яка в основному використовувалася в хард-року, на користь західноєвропейської тональності. Відповідно, пропали такі риси блюзу як свінг, замінений жорстким ритмом, і нанівець була зведена імпровізація, характерна для хард-року. Для більшої жорсткості звуку музиканти відмовилися від використання клавішних інструментів, в переважній більшості випадків замінивши клавішні ритм-гітарою, що дозволило створити ще одну візитну картку стилю - дует гітар. Незважаючи на відсутність клавішних, в порівнянні з хард-роком музика зазнала змін в бік більшої полифоничности (найчастіше, що межує з помпезністю), і якщо раніше, як правило, соло інструмент звучав помітно яскравіше, ніж акомпанують (коріння чого лежать в джазі), то в хеві-метал нової хвилі інструменти і голос частіше стали невіддільні, виключаючи практично завжди присутнє в композиціях гітарне соло. Що стосується соло, то імпровізація і чуттєвість хард-року були принесені в жертву віртуозності і швидкості. Бас-гітара з одного боку, стала грати більш помітну роль в підтримці ритму, з іншого боку - про басових соло і віртуозних вкрапленнях баса довелося на час практично забути, за рідкісними винятками (Стів Харріс, Джо ДіМайо). Те ж саме відбулося і з барабанами - говорити про те, що барабанщик діяв виключно заради ритму не доводиться, але манера гри музикантів помітно змінилася, наприклад почали використовуватися здвоєні бочки. В цілому, можна сказати, що хеві-метал нової хвилі був новий виток метала, який розвинувся під впливом примітивізму панк-року. Безумовно, що на становлення стилю вплинули і прогресивна музика, в рамках якої були спроби з'єднання класичної музики і класичної гармонії з блюзовими і джазовими стандартами, і поп-музика (диско), яка вплинула на ритмічність, нехитрість музичних фраз, в порівнянні з хард -РОК
Тематика пісень, згідно нерідко пафосною музиці, також змінилася: більше уваги приділялося культу сили і агресії, героїки, історії в дусі фентезі, міфологічних мотивів. Звичайно ж, залишилася і типова для всіх часів любовна, а також «рок-н-рольна» тематика.
Відповідно змінилися і обкладинки конвертів платівок: хоррор, маскоти, нерідко викликають жах, міфологічні істоти (дракони, відьми), оголені жіночі тіла, зброя, технократичні мотиви, середньовічні воїни. Як ніколи раніше, особлива увага приділялася шрифту, яким написано назву групи, і яке одночасно було і її торговою маркою.
Імідж груп включав в себе однозначно довге волосся за рідкісними винятками, в основному серед вокалістів, шкіряний одяг, металеві ланцюги, кільця, навіть шкури тварин. Було приділено чималу увагу оформленню концертів і антуражу — в них задіяно поряд з потужною апаратурою, велика кількість яскравих декорацій, світлотехніки, піротехніки, підйомних пристроїв. Відповідні манери поведінки на сцені були також вироблені — у різних груп різні, згідно текстам і мелодиці.

## Найкращі роботи представників стилю
Найкращими роботами в рамках нової хвилі британського хеві-метала, за версією журналіста Джеффа Бартона, автора терміна, є:
- Iron Maiden — Iron Maiden (1980)
- Venom — Welcome to Hell (1981)
- Saxon — Saxon (1979)
- Samson — Survivors (1981)
- Diamond Head — Lightning to the Nations (1980)
- Witchfynde — Give 'Em Hell (1980)
- Tygers of Pan Tang — Wild Cat (1980)
- Girl — Sheer Greed (1980)
- Raven — Rock until You Drop (1980)

Найвідоміші виконавці: Iron Maiden, Saxon, Def Leppard.